# Jitka Volfová
Jitka Volfová (* 24. října 1968 Česká Lípa) je česká politička a úřednice, od roku 2016 zastupitelka Libereckého kraje (v letech 2016 až 2020 také 1. náměstkyně hejtmana), od roku 2018 starostka města Česká Lípa, členka hnutí ANO.

## Život
Po absolvování střední ekonomické školy v České Lípě vystudovala Provozně ekonomickou fakultu České zemědělské univerzity v Praze (získala titul Ing.). Pracuje jako vedoucí odboru Hospodaření s majetkem Úřadu pro zastupování státu ve věcech majetkových. Od ledna 2015 je také členkou dozorčí rady společnosti Městské lesy Česká Lípa.
Jitka Volfová žije ve městě Česká Lípa.

## Politické působení
Do komunální politiky vstoupila, když byla ve volbách v roce 2014 zvolena jako nestraník za hnutí ANO 2011 zastupitelkou města České Lípy. Na kandidátce byla původně na 6. místě, vlivem preferenčních hlasů ale skončila první. Působila jako členka Finančního výboru a předsedkyně Výboru pro pronájem a prodej nemovitostí.
V roce 2015 se stala členkou hnutí ANO 2011. V krajských volbách v roce 2016 byla lídryní kandidátky hnutí ANO 2011 v Libereckém kraji a byla zvolena zastupitelkou. Dne 22. listopadu 2016 byla zvolena 1. náměstkyní hejtmana, na starost měla ekonomiku, správu majetku a informatiku.
V komunálních volbách v roce 2018 obhájila mandát zastupitelky města Česká Lípa, když byla lídryní kandidátky hnutí ANO 2011. Dne 21. listopadu 2018 byla zvolena starostkou města, ve funkci vystřídala po čtyřech letech Romanu Žateckou z ČSSD.
V krajských volbách v roce 2020 byla lídryní kandidátky hnutí ANO 2011 v Libereckém kraji a stala se znovu zastupitelkou. Skončila však v pozici 1. náměstkyně hejtmana. Ve volbách v roce 2024 obhájila jako členka hnutí ANO post zastupitelky Libereckého kraje.
Ve volbách do Poslanecké sněmovny PČR v roce 2025 je lídryní hnutí ANO v Libereckém kraji.